# Feast (album d'Annihilator)
Albums de Annihilator
Annihilator
(2010) Suicide Society
(2015)
Feast est le quatorzième album studio du groupe de thrash metal canadien Annihilator sorti le 23 août 2013 en Europe et le 27 août 2013 en Amérique du Nord.
À noter la participation de l'actrice, journaliste et présentatrice de télévision espagnole Pilar Rubio sur la pochette de l'album. C'est le dernier album avec Dave Padden au chant.

## Liste des titres
Toutes les paroles sont écrites par Jeff Waters, sauf indication, toute la musique est composée par Jeff Waters.
| No | Titre                  | Durée |
| -- | ---------------------- | ----- |
| 1. | Deadlock (Dave Padden) | 4:22  |
| 2. | No Way Out             | 5:19  |
| 3. | Smear Campaign         | 4:15  |
| 4. | No Surrender           | 5:36  |
| 5. | Wrapped (Danko Jones)  | 3:47  |
| 6. | Perfect Angel Eyes     | 4:27  |
| 7. | Demon Code             | 6:22  |
| 8. | Fight the World        | 6:54  |
| 9. | One Falls, Two Rises   | 8:33  |

| 1.  | Fun Palace            | 5:35 |
| 2.  | Alison Hell           | 5:09 |
| 3.  | King of the Kill      | 3:15 |
| 4.  | Never, Neverland      | 5:22 |
| 5.  | Set the World on Fire | 4:24 |
| 6.  | W.T.Y.D.              | 4:09 |
| 7.  | Nozone                | 2:49 |
| 8.  | Bloodbath             | 5:25 |
| 9.  | 21                    | 4:24 |
| 10. | Stonewall             | 4:50 |
| 11. | Ultra Motion          | 5:06 |
| 12. | Time Bomb             | 4:32 |
| 13. | Refresh the Demon     | 5:29 |
| 14. | Word Salad            | 5:45 |
| 15. | Brain Dance           | 4:50 |

Le CD bonus ne comprend que des classiques d'Annihilator réenregistrés, de sorte que le jeune public du groupe y ait plus facilement accès (selon Jeff Waters).
Un clip a été réalisé pour le morceau No Way Out.
Source.

## Composition du groupe
- Jeff Waters - Guitares, basse, chant, second chant, composition, ingénieur du son, mastering, mixage audio, production.
- Dave Padden - Chant & composition.
- Alberto Campuzano - Basse.
- Mike Harshaw - Batterie.

## Membres additionnels
- Amanda Beehler - Second chant.
- Dan Beehler - Second chant.
- Jeff Jobling - Second chant.
- John Perinbam - Second chant.
- Marc LaFrance - Second chant sur Perfect Angel Eyes.
- Gyula Havancsak - Design, illustration, artwork.
- Betty Johansen - Comptabilité.
- Vic Florencia - Ingénieur du son pour le chant.